# 紀錄片 (馬)
紀錄片（日語：テイエムサウスポー），是日本純種競賽馬匹。生涯主要出戰一哩賽事，曾勝出二級賽京王盃三歲錦標。

## 出賽前
1998年5月14日出生於北海道浦河町杵臼牧場，所有權歸於母系馬主竹園正繼旗下。
其後交由栗東訓練中心練馬師柴田光陽訓練。

## 競賽生涯

### 3歲（現2歲）
2000年8月13日出戰小倉競馬場3歲新馬戰，比賽初段維持在先頭部隊之中，在直路上迅速加速上前，最終繼續拉開對手下以2馬位優勢取得首勝。
9月3日出戰小倉三歲錦標，於比賽途中保持在中團的位置推進，在彎道處抽出外檔逐步取位下於即來開始加速，但無法迫近Riki Serenade對對手造成威脅下跑獲第二。
其後以每日盃三歲錦標作為目標，本次比賽重拾先頭戰術，以穩定的步伐保持在約莫第三附近的位置。進入直路後，其嘗試加速透出並跑出不俗的末腳速度，但一直未能壓制同樣位置的Fujino Tenby下再度以第二落敗。
1個月後選擇京王盃三歲錦標作為下一戰，賽前僅次於Native Heart取得第二人氣。比賽開始後，其於順利出閘的情況下隨即搶佔領放位置，在前600米帶出35.0秒左右的步速。進入直路後，其仍然可以在前方位置運用餘力繼續推進，最終壓制後方對手下以1/2馬位優勢戰勝Native Heart取得首個分級賽冠軍。
年末選擇以朝日盃三歲錦標作為收官之戰，本次比賽繼續保持在先頭第二、三附近的位置，在直路上一度越過領放取得領先，可惜未能維持走勢下最終被Mejiro Bailey、高野名駿、Native Heart及Meisho Dosan取得第五。

### 3歲[a]
2001年首戰為公開賽端午錦標，然而在前方位置推進下在直路上不斷後退，最終僅跑獲第八名。
2個星期後按照原定計劃出戰NHK一哩賽，本次比賽改用居中戰術，維持在約莫第六附近的位置推進。進入直路後，其繼續在中檔位置尋找維持加速透出，但未能最大程度衝刺下以第六完賽。
5月27日增程挑戰東京優駿（日本打吡），選擇領放下保持優勢直至直路，最終未能克服2400米的距離下大幅失速，以包尾第十八慘敗。
完成東京優駿後，其進入長期休養，在年間未有出戰其他賽事。

### 4歲
休養過後在2002年11月復出出戰仙女座錦標，為其時隔1年6個月的出賽。比賽初段選擇墮後至中團靠後，然而進入直路一直在後方徘徊下始終未能展現衝刺，最終以第十二落敗。
年末出戰2002年最終錦標，本次比賽初段保持在靠後的位置，但於對面直路末段開始發力下逐步上前。進入直路後，其在中外檔展現不俗的加速，最終跑出全長第二快末腳速度下追至第三。

### 5歲
2003年年初選擇以京都金盃作為目標，但比賽途中仍然未能堅持到底，最終在直路上大幅失速以第十五沉底。
其後縮程挑戰短途賽事仍然未有成效，在絲路錦標及阪急盃均取得第六，其後出戰東風錦標、高松宮紀念及福島民報盃中分別以第十、第十二及第十完賽。
秋季其在11月出戰公開賽港灣人工島錦標，然而繼續陷於低潮下最終以第十三落敗。
完成以上賽事後，陣營認為其狀態不適宜繼續出賽，因而安排其退役。

### 詳細賽績
| 日期       | 舉辦國家 | 馬場 | 距離   | 級別 | 賽事名稱       | 負重 | 騎師     | 馬號 | 出馬 | 名次 | 時間   | 頭馬（二馬）     |
| ---------- | -------- | ---- | ------ | ---- | -------------- | ---- | -------- | ---- | ---- | ---- | ------ | ---------------- |
| 13/8/2000  | 日本     | 小倉 | 草1200 |      | 3歲新馬        | 53   | 和田龍二 | 5    | 17   | 1    | 1:11.5 | （Sugino Taiko） |
| 3/9/2000   | 日本     | 小倉 | 草1200 | GIII | 小倉三歲錦標   | 53   | 和田龍二 | 11   | 17   | 2    | 1:11.4 | Riki Serenade    |
| 14/10/2000 | 日本     | 京都 | 草1600 | GII  | 每日盃三歲錦標 | 53   | 太宰啟介 | 13   | 14   | 2    | 1:34.7 | Fujino Tenby     |
| 11/11/2000 | 日本     | 東京 | 草1400 | GII  | 京王盃三歲錦標 | 54   | 和田龍二 | 3    | 14   | 1    | 1:22.3 | （Native Heart） |
| 1/12/2000  | 日本     | 中山 | 草1600 | GI   | 朝日盃三歲錦標 | 54   | 和田龍二 | 2    | 16   | 5    | 1:34.8 | Mejiro Bailey    |
| 22/4/2001  | 日本     | 京都 | 泥1800 | OP   | 端午錦標       | 58   | 和田龍二 | 4    | 14   | 8    | 1:54.8 | Ishiyaku Mach    |
| 6/5/2001   | 日本     | 東京 | 草1600 | GI   | NHK一哩賽      | 57   | 和田龍二 | 2    | 18   | 6    | 1:34.1 | 大洋船           |
| 27/5/2001  | 日本     | 東京 | 草2400 | GI   | 東京優駿       | 57   | 和田龍二 | 14   | 18   | 18   | 2:32.0 | 森林寶穴         |
| 24/11/2002 | 日本     | 京都 | 草1200 | OP   | 仙女座錦標     | 56   | 高橋亮   | 7    | 14   | 12   | 1:09.1 | 堅蘭天鵝         |
| 22/12/2002 | 日本     | 阪神 | 草1600 | OP   | 2002最終錦標   | 56   | 太宰啟介 | 2    | 16   | 3    | 1:35.0 | Eishin Aiken     |
| 5/1/2003   | 日本     | 京都 | 草1600 | GIII | 京都金盃       | 55   | 太宰啟介 | 13   | 16   | 15   | 1:36.7 | 響尾蛇           |
| 9/2/2003   | 日本     | 京都 | 草1200 | GIII | 絲路錦標       | 54   | 太宰啟介 | 11   | 14   | 6    | 1:09.1 | T. M. Sunday     |
| 2/3/2003   | 日本     | 阪神 | 草1200 | GIII | 阪急盃         | 56   | 太宰啟介 | 5    | 15   | 6    | 1:09.2 | 湘南之戰         |
| 23/3/2003  | 日本     | 中山 | 草1600 | OP   | 東風錦標       | 56   | 和田龍二 | 3    | 11   | 10   | 1:34.1 | Midtown          |
| 3/3/2003   | 日本     | 中京 | 草1200 | GI   | 高松宮紀念     | 57   | 安藤光彰 | 6    | 18   | 12   | 1:08.8 | 信念             |
| 13/4/2003  | 日本     | 福島 | 草1200 | OP   | 福島民報盃     | 55   | 中館英二 | 12   | 16   | 10   | 1:10.0 | Key Gold         |
| 4/10/2003  | 日本     | 阪神 | 草1600 | OP   | 港灣人工島錦標 | 55   | 中館英二 | 12   | 17   | 13   | 1:35.5 | 礦之晨           |

a 由2001年開始，日本跟隨國際馬齡顯示標準，以實歲標記馬匹

## 退役後
退役後，紀錄片並未入種，而是於阪神競馬場休養，在2004年作為乘騎馬使用。
2009年，其被轉移至大阪府堺市大阪府立大學，作為馬術部的訓練馬及出賽馬使用。

## 血統簡介
父系Forty Niner爲美國賽駒，曾勝出多場一級賽，退役後成爲優秀種馬，現已確立爲一支獨立的系統。祖父淘金者爲美國著名種馬，於近代擁有巨大影響力，和加拿大種馬北地舞人被譽爲兩大改變世界賽馬的偉大種馬。
母系T.M. Mederu為日本賽駒，生涯僅勝出條件戰級別的賽事。外祖父Long Mick為法國生產的法國及美國賽駒，生涯戰績不俗，曾勝出二級賽埃夫里大賽及三級賽康特錦標，亦於海厄利亞草地盃跑獲亞軍。

### 血統表
| 父線：Forty Niner系（淘金者系）      |                          |                        |               |
| 種馬 Forty Niner 1985年（棗色）      | 淘金者 1970年（棗色）    | Raise a Native         | 天才舞者      |
| 種馬 Forty Niner 1985年（棗色）      | 淘金者 1970年（棗色）    | Raise a Native         | Raise You     |
| 種馬 Forty Niner 1985年（棗色）      | 淘金者 1970年（棗色）    | Gold Digger            | Nashua        |
| 種馬 Forty Niner 1985年（棗色）      | 淘金者 1970年（棗色）    | Gold Digger            | Sequence      |
| 種馬 Forty Niner 1985年（棗色）      | File 1976年（棗色）      | Tom Rolfe              | 里博          |
| 種馬 Forty Niner 1985年（棗色）      | File 1976年（棗色）      | Tom Rolfe              | Pocahontas    |
| 種馬 Forty Niner 1985年（棗色）      | File 1976年（棗色）      | Continue               | Double Jay    |
| 種馬 Forty Niner 1985年（棗色）      | File 1976年（棗色）      | Continue               | Courtesy      |
| 繁殖雌馬 T. M. Mederu 1991年（棗色） | Long Mick 1981年（棗色） | Gay Mecene             | Vaguely Noble |
| 繁殖雌馬 T. M. Mederu 1991年（棗色） | Long Mick 1981年（棗色） | Gay Mecene             | Gay Missile   |
| 繁殖雌馬 T. M. Mederu 1991年（棗色） | Long Mick 1981年（棗色） | Lunadix 1974年（棗色） | Breton        |
| 繁殖雌馬 T. M. Mederu 1991年（棗色） | Long Mick 1981年（棗色） | Lunadix 1974年（棗色） | Lutine        |
| 繁殖雌馬 T. M. Mederu 1991年（棗色） | Nihon Pillow Evert       | Chinarock              | Rockerella    |
| 繁殖雌馬 T. M. Mederu 1991年（棗色） | Nihon Pillow Evert       | Chinarock              | May Wong      |
| 繁殖雌馬 T. M. Mederu 1991年（棗色） | Nihon Pillow Evert       | Light Flame            | Rising Flame  |
| 繁殖雌馬 T. M. Mederu 1991年（棗色） | Nihon Pillow Evert       | Light Flame            | Green Light   |
| 雌系：號族：3-l                      |                          |                        |               |
| 五代內近親交配：Nasrullah 5×5        |                          |                        |               |

## 命名由來
名字中，T.M.（テイエム）為馬主竹園正繼冠名，出自其姓氏竹園羅馬化後的首字母「T」及名字正繼羅馬化後的首字母「M」，Southpaw（サウスポー）出自一部紀錄愛爾蘭拳擊手法蘭西・巴利特生涯的電影之名字，香港則只取後半部分加以聯想，翻譯為「紀錄片」。

## 外部連結
- 紀錄片 netkeiba.com
- 血統表